# N-Acetilglucosamina
La N-Acetilglucosamina (también llamada GlcNAc o NAG) o, más exactamente, N-acetil-β-D-glucosamina, es un derivado de la glucosamina que, a su vez, es un derivado de la glucosa, un monosacárido de seis carbonos (aldohexosa).

## Estructura química
Químicamente, la N-acetilglucosamina es un amino azúcar, en el cual el grupo -OH del carbono 2 del azúcar ha sido sustituido por un grupo -NH2, que sufre a su vez una posterior acetilación por incorporación de un grupo acetilo (-CO-CH3).

## Importancia biológica
La N-acetilglucosamina suele encontrarse polimerizada formando polisacáridos, principalmente de carácter estructural. Algunas de las moléculas de las que forma parte son:
- La quitina, un polímero compuesto por monómeros de N-acetilglucosamina que forma parte del exoesqueleto de los artrópodos y de la pared celular de los hongos.
- El peptidoglucano, un polímero componente de la pared bacteriana.
- Los glucosaminoglucanos, como el ácido hialurónico del tejido conjuntivo.
- Algunos glucoesfingolípidos: la N-acetilglucosamina se halla unida al hidroxilo 1 de la esfingosina, que forma parte de la membrana plasmática. Al igual que otros glúcidos de membrana, la N-acetilglucosamina interviene en el reconocimiento celular, la adhesión celular y en la recepción de señales químicas.
- Algunas glucoproteínas, también componentes de las membranas celulares, contienen N-acetilglucosamina unida al grupo amino de la asparagina. Los grupos sanguíneos están en parte determinados por este y otros glúcidos[2]

La N-acetilglucosamina ha sido propuesta para el tratamiento de enfermedades autoinmunes.